# Góry Nur
Góry Nur dawniej Góry Amanus (tur. Nur Dağları Amanos Dağları; gr. Αμάνος Όρη; łac. Montes Amanus) – góry w południowej Turcji, których południowa część tworzy wschodnie wybrzeże Zatoki İskenderun w prowincji Osmaniye i Hatay. Przez środek gór prowadzą często przekraczane przełęcze Amańska i Syryjska. Góry przecina tunel kolei bagdadzkiej o długości 6 km. 
Pasmo ciągnie się w kierunku z północy ku południowemu wschodowi na starym szlaku handlowym z Azji Mniejszej do Syrii wzdłuż wybrzeża Morza Śródziemnego w kierunku Libanu. Najwyższym szczytem jest Bozdağ (Daz Dagi) – 2240 m n.p.m. 
Cyceron nazywał góry Amanus krajem niespokojnym, zwłaszcza w części przyległej do Kapadocji. W górach znajdują się nieczynne kopalnie rud żelaza. Na południowym podgórzu przebiegała linia demarkacyjna turecko-syryjska

## zobacz też
- Mardaici
- Bitwa w górach Amanu (39 p.n.e.)